# Augustin Mouchot
Augustin Mouchot (Semur-en-Auxois, 7 aprile 1825 – Parigi, 4 ottobre 1912) è stato un inventore francese, creatore dei primi motori a energia solare.

## Biografia
Mouchot è nato a Semur-en-Auxois, in Francia, il 7 aprile 1825. Ha insegnato presso le scuole primarie di Morvan (1845-1849) e successivamente di Digione, prima di conseguire una laurea in matematica nel 1852 e una laurea in Scienze Fisiche nel 1853. Successivamente, ha insegnato matematica nelle scuole secondarie di Alençon (1853-1862), Rennes e nel liceo di Tours (1864-1871). Fu durante questo periodo che egli intraprese la ricerca sull'energia solare, che ha portato alla fine al governo francese di ottenere i finanziamenti per la ricerca a tempo pieno.

### La ricerca solare
Mouchot elaborò l'idea di trovare nuove fonti di energia alternative, credendo che il carbone, che aveva alimentato la rivoluzione industriale alla fine si sarebbe esaurito. Nel 1860 iniziò ad esplorare l'energia solare, sulla base del lavoro di Horace-Bénédict de Saussure e Claude Pouillet. Ulteriori esperimenti hanno coinvolto una caldaia piena d'acqua racchiusa in vetro, esposta al calore del sole fino alla bollitura dell'acqua, il vapore così prodotto avrebbe dovuto fornire l'energia motrice per un piccolo motore a vapore.
Nell'agosto del 1866, Mouchot sviluppò il primo collettore parabolico solare, che fu presentato all'imperatore Napoleone III a Parigi. La pubblicazione del suo libro sull'energia solare, La Chaleur solaire et ses Applications industrielles (1869), ha coinciso con l'inaugurazione del più grande motore a vapore solare mai costruito. Questo motore fu esposto a Parigi fino a quando la città cadde sotto assedio durante la guerra franco-prussiana nel 1871, e non fu trovato dopo che l'assedio finì.
Nel settembre 1871, Mouchot ricevette assistenza finanziaria dal Consiglio Generale di Indre-et-Loire per installare un generatore solare sperimentale presso la biblioteca Tours. Presentò un documento sul generatore per l'Accademia delle Scienze il 4 ottobre 1875, e nel dicembre dello stesso anno presentò all'Accademia un dispositivo che, con il sole ottimale, avrebbe fornito un flusso di vapore di 140 litri al minuto. In seguito l'anno successivo chiese l'autorizzazione dal ministero per prendere congedo dal suo posto di insegnante al fine di sviluppare un motore per l'Esposizione Universale del 1878, Lettera e nel gennaio del 1877 ottiene una missione e una sovvenzione per l'acquisto di materiali ed esecuzione dei suoi motori solari in Algeria francese, dove la luce solare era in abbondanza. Il direttore delle missioni scientifiche raccomanda Mouchot al Governatore di Algeria, sottolineando l'importanza della sua missione in Francia, "per la scienza e per la gloria dell 'Università".

### L'Esposizione Universale di Parigi

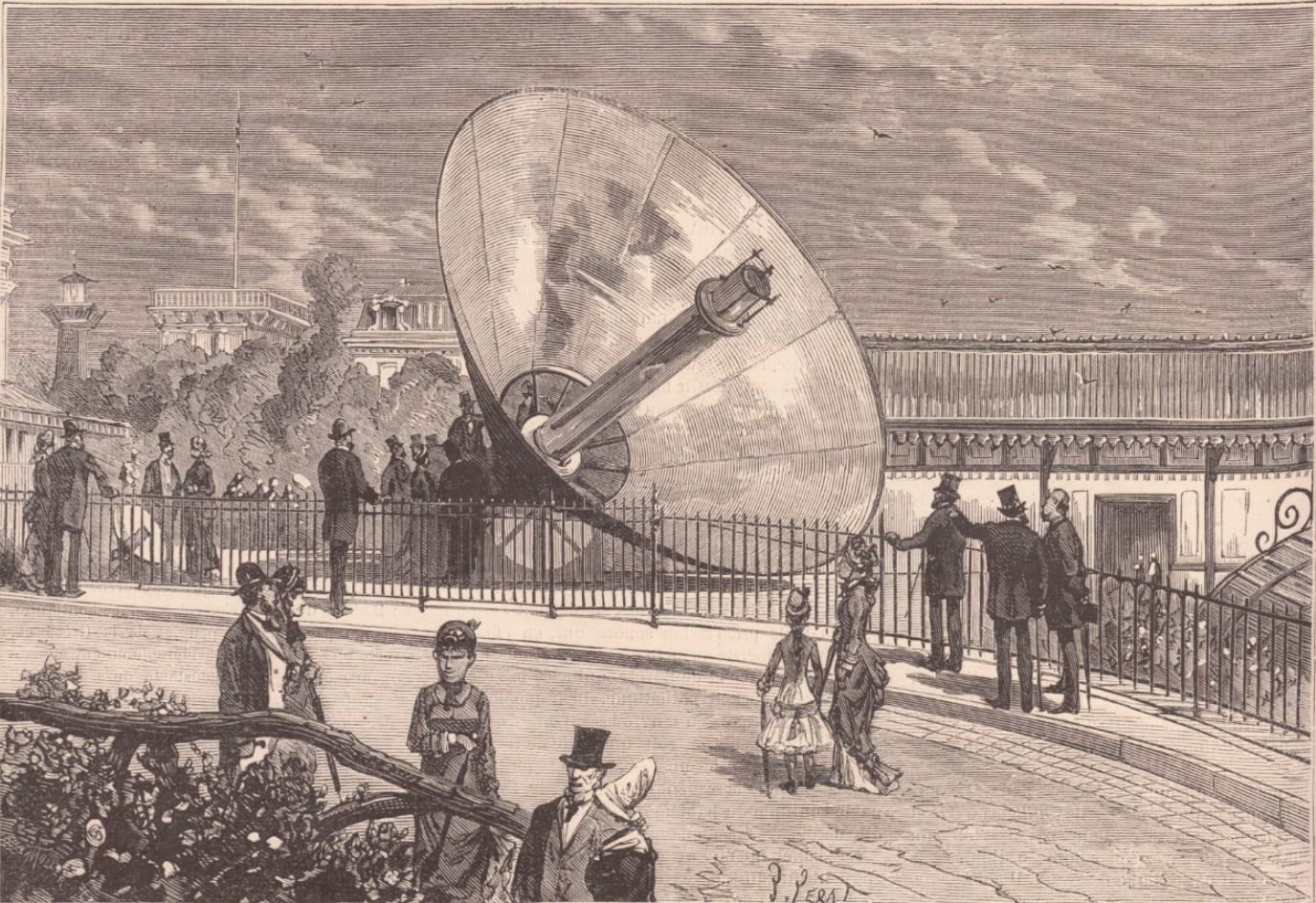
Generatore solare del 1878

Tornando alla Francia metropolitana nel 1878, Mouchot e il suo assistente Abel Pifre, Mouchot realizzò un motore presso l'Esposizione Universale di Parigi, e vinse una medaglia d'oro per le sue opere, in particolare per la produzione di ghiaccio con il calore solare concentrato. Tuttavia, i benefici economici del trattato Cobden-Chevalier, in combinazione con un mezzo di trasporto interno più efficiente per la consegna del carbone, fece sì che il carbone diventasse più economico, in Francia, riducendo la necessità di ricerca nel campo dell'energia alternativa. Il governo francese infatti, valutò in un rapporto che l'energia solare era antieconomica, ritenendo la ricerca di Mouchot senza più importanza e terminando così il suo finanziamento.
Mouchot successivamente tornò a insegnare. Non fu però completamente dimenticato, e fu insignito dei premi de l'Institut de France nel 1891 e nel 1892. Morì nel 1912 a Parigi.

## Citazioni
"Non si deve credere, nonostante il silenzio degli scritti moderni, che l'idea di utilizzare il calore solare per le operazioni meccaniche sia recente. Al contrario, si deve riconoscere che questa idea è molto antica e il suo lento sviluppo attraverso i secoli ha dato vita a vari dispositivi curiosi. "
- Augustin Bernard Mouchot, all'Esposizione Universale, Parigi, Francia (1878).
"Alla fine l'industria non troverà più in Europa le risorse per soddisfare la sua prodigiosa espansione... il carbone sarà senza dubbio esaurito. Cosa fare, allora dell'industria?"
- Augustin Bernard Mouchot, dopo aver dimostrato una prima applicazione industriale dell'energia solare termica (1880).